# Clavus humilis
Clavus humilis é uma espécie de gastrópode do gênero Clavus, pertencente a família Drilliidae.